# Sắt(II) nitrat
Sắt(II) nitrat là một hợp chất vô cơ có công thức hóa học Fe(NO3)2. Muối này thường được biết đến dưới dạng hexahydrat Fe(NO3)2·6H2O, tan được trong nước.

## Các dạng ngậm nước
Hexahydrat có cấu trúc [Fe(H2O)6](NO3)2, trong đó tất cả nước kết tinh được phối hợp với các ion sắt(II). Số đăng ký CAS là 13520-68-8. Nó thu được bằng cách hòa tan sắt hoặc sắt(II) sulfide trong axit nitric loãng nguội. Nó cũng có thể thu được bằng cách trộn dung dịch nước của sắt(II) sunfat với dung dịch nước của bari nitrat hoặc chì(II) nitrat. Nó là tinh thể hình thoi màu xanh lục nhạt dễ dàng hòa tan trong nước, điểm nóng chảy là 60,5 ℃ và độ hòa tan trong nước là 71 g ở 0 ℃ và 87 g ở 24 ℃ (cả hai đều là các giá trị tương đương khan). Nó tương đối ổn định khi làm ẩm bằng dung dịch bão hòa, nhưng khi nó khô, nó dễ bị oxy hóa bởi oxy trong không khí, vì vậy muối cần được đậy kín và bảo quản.
Ngoài ra, dung dịch nước có tính axit và nonahydrat kết tinh ở -12 ℃ hoặc thấp hơn. Khi đun nóng, nó tạo ra nitơ monoxit và kết tủa muối sắt(III) nitrat kiềm.

## Hợp chất khác
Fe(NO3)2 còn tạo một số hợp chất với NH3, như Fe(NO3)2·4NH3 hay Fe(NO3)2·6NH3 đều là tinh thể bát diện màu lục nhạt.
Fe(NO3)2 còn tạo một số hợp chất với N2H4, như Fe(NO3)2·2N2H4·H2O là tinh thể hình vuông màu dương nhạt.
Fe(NO3)2 còn tạo một số hợp chất với CON3H5, như Fe(NO3)2·3CON3H5 là chất rắn màu lục nhạt đến trắng.
Fe(NO3)2 còn tạo một số hợp chất với CSN3H5, như Fe(NO3)2·2CSN3H5·2H2O là tinh thể màu lục nhạt, tan trong nước và metanol.

## Hợp chất liên quan
- Sắt(III) nitrat